# Páncélcseh

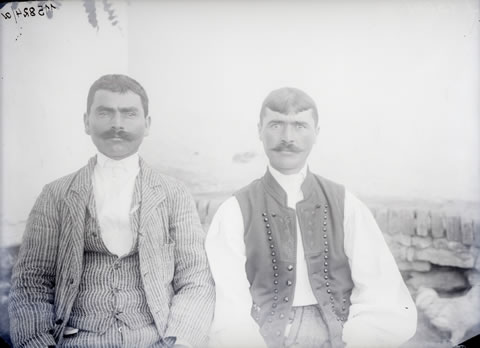
Két páncélcsehi férfi 1913-ban (Semayer Vilibald fényképe)

Páncélcseh (románul: Panticeu, népiesen Panciteu) falu Romániában, Kolozs megyében, az azonos nevű község központja.

## Fekvése
A Kolozsvári-dombság és a Dési-dombság találkozásánál, a Kendilónai-patak völgyében, a DN161-es út mentén, Kolozsvártól 48 kilométerre északnyugatra fekszik. A község területéből 60,05 km² mezőgazdasági terület és 23,64 km² erdő. A határ legmagasabb pontja 591 méter.

## Nevének eredete
Először egy 1314-es oklevél 1355-ös másolatában, Cheh alakban fordul elő. Előtagját a 14–15. században birtokos Pánczél családról kapta (Panczelcheh, 1533).

## Története
A település határában, a Hosszúaljnak nevezett helyen gazdag bronzkori leleteket tártak fel. 1343 és 1456 között a csehi Pánczél család birtoka volt, amely fiúágon 1460 előtt kihalt. A felfegyverzett récekeresztúriak 1461-ben elfoglalták Sármásteleke nevű határrészét, és a küzdelemben több páncélcsehi jobbágy megsebesült. Válaszul a páncélcsehi földesurak és parasztok 1470-ben tönkretették a Récekeresztúrhoz tartozó, Récepataka és Kerekdomb nevű földeket. A határvitát 1474-ben megegyezéssel rendezték, de a villongások nem értek véget.
A falu a reformáció korában az unitárius hitnél állapodott meg, majd az 1638-as dési complanatio után visszatért a református vallásra. 1681. július 5-én itt táborozott I. Apafi Mihály hétezres serege, aminek során a sereget kísérő tatárok felkoncolták Szénássy András falubeli birtokost. A hadak több rendbeli pusztítása után költöztettek be román parasztokat. 1700-ban 17 jobbágy és négy szegény, 1750-ben öt nemes, 15 jobbágy, 38 zsellér és nyolc kóbor családfőt számoltak össze. Református egyháza 1766-ban, Magyarderzsével együtt 119 férfit és 77 asszonyt számlált. 1866-ban 189 füstjéből 74 volt magyar és román kisnemeseké. 1733-ban egy szabadságos katona vezette rablóbanda itteni házából elrabolta br. Inczédi Samut.
A 19. században Kolozsvári-dombság falvainak Kolozsborsa mellett másik jelentős vásáros helye volt. Örmények és zsidók költöztek be, utóbbiak 1837-ben vásároltak maguknak temetőnek való földet. 1870-ben négy országos és keddenként hetivásár tartására kapott engedélyt. 1858 körül csendőrség, 1866-ban postahivatal, 1887-ben gyógyszertár létesült, 1895-ben megalakult a Pánczélcsehi Takarékpénztár Rt. Központját a század végén magyar iparosok és örmény kereskedők lakták. Házai ekkoriban már kőből, zsindellyel fedve épültek.
1848 nyarán a páncélcsehi parasztok fakeresztet állítottak a jobbágyfelszabadítás emlékére. Októberben azonban statáriális bíróságot rendeltek ki a helységbe, és Szamosújvárról ötven fős nemzetőrség szállt ki.
A 18. századtól Doboka vármegye egyik járásának székhelye volt, 1876-ban Szolnok-Doboka vármegyéhez csatolták. Az 1944-es román bevonuláskor négy helyi magyart végeztek ki.

## Lakossága
1850-ben 1050 lakosából 671 román, 229 magyar, 67 zsidó és 48 roma; 677 görögkatolikus, 229 református és 75 római katolikus volt.
2002-ben a 763 lakos közül 680 volt román, 67 roma és 16 magyar nemzetiségű; 629 ortodox, 48 pünkösdista, 24 baptista és 9 református vallású.
A község lakosságának átlagéletkora 2007-ben 58 év volt.

## Látnivalók
- Romos református temploma a középkorban épült, eredetileg román stílusban, majd gótikus átalakításokat végeztek rajta. Ablakai a dési református temploménak másai. 1753-ban helyreállították, és festett karzattal látták el. Tornya 1912-ben épült. Utoljára 1928-ban újították.[4]
- A zsidó temetőben 108, gránitból, mészkőből és vulkáni tufából készült sírkő található.[5]

## Híres emberek
- Itt született 1718-ban Rettegi György emlékíró.
- Itt született 1807-ben Almási Sámuel népdalgyűjtő, és itt volt református lelkész 1850–1865 között.
- Itt született 1896-ban Filep Gyula erdélyi belgyógyász és sebész, egyetemi tanár
- Itt született 1896-ban Munkácsi Ernő, a két világháború közti magyarországi zsidóság egyik vezetője.
- Itt született 1938-ban Lia Rodica Cott grafikusművész.
- Itt született 1952-ben Augustin Pop költő.